# Aéroport d'Agadir-Inezgane
L'aéroport d'Agadir-Inezgane (code IATA : AGA • code OACI : GMAA) est l'ancien aéroport international d'Agadir, au Maroc. Il se trouve entre Agadir et Inezgane sur l'ancienne commune de Ben Sergao.
Il a été remplacé en 1991 par le nouvel aéroport d'Agadir-Al Massira, 14 km plus à l'est, près d'Aït Melloul mais reste une base aérienne militaire.

## Historique

### Aéropostale
L'aérodrome d'Agadir a été une étape sur la route de l'Aéropostale entre Casablanca et Cap Juby.

### Base aéronavale
Pendant la seconde Guerre mondiale, en novembre 1942, après le débarquement allié en Afrique du Nord, les forces américaines installent à proximité de Ben Sergao une base aéronavale (Naval Air Station Agadir) comprenant une zone française.
À partir de 1946 l'aérodrome abrite une base aéronavale française (la B.A.N Agadir) ainsi qu'une base aérienne (la B.A. 152). Il s'appelle alors « aérodrome d'Agadir-Robert ».
La base française ferme le 30 avril 1961 et passe sous autorité marocaine.

### Catastrophe de 1975
Le 3 août 1975, un Boeing 707 de la compagnie jordanienne Royal Jordanian Airlines percute une montagne en approche sur l'aéroport d'Agadir-Inezgane par mauvaise visibilité. C'est à ce jour la plus grave catastrophe aérienne du Maroc, et la plus grave impliquant un Boeing 707.